# 시모이타쿠라촌
시모이타쿠라촌(下板倉村)은 니가타현 나카쿠비키군에 설치되었던 촌이다. 현재의 조에쓰시, 묘코시에 해당한다.